# Wu Jiani
Wu Jiani (Shanghái, China, 22 de abril de 1966) es una gimnasta artística china, especialista en la prueba de la viga de equilibrio con la que ha logrado ser medallista de bronce mundial en 1981.

## 1981
En el Mundial de Moscú 1981 gana la medalla de bronce en la viga de equilibrio, quedando situada en el podio tras la alemana Maxi Gnauck, su compatriota la china Chen Yongyan y empatada con la estadounidense Tracee Talavera. También consiguió la medalla de plata en el concurso por equipos.

## 1984
En los JJ. OO. de Los Ángeles gana el bronce en el concurso por equipos, tras Rumania y Estados Unidos, siendo sus compañeras de equipo: Huang Qun, Ma Yanhong, Chen Yongyan, Zhou Ping y Zhou Qiurui. 